# Donax canniformis

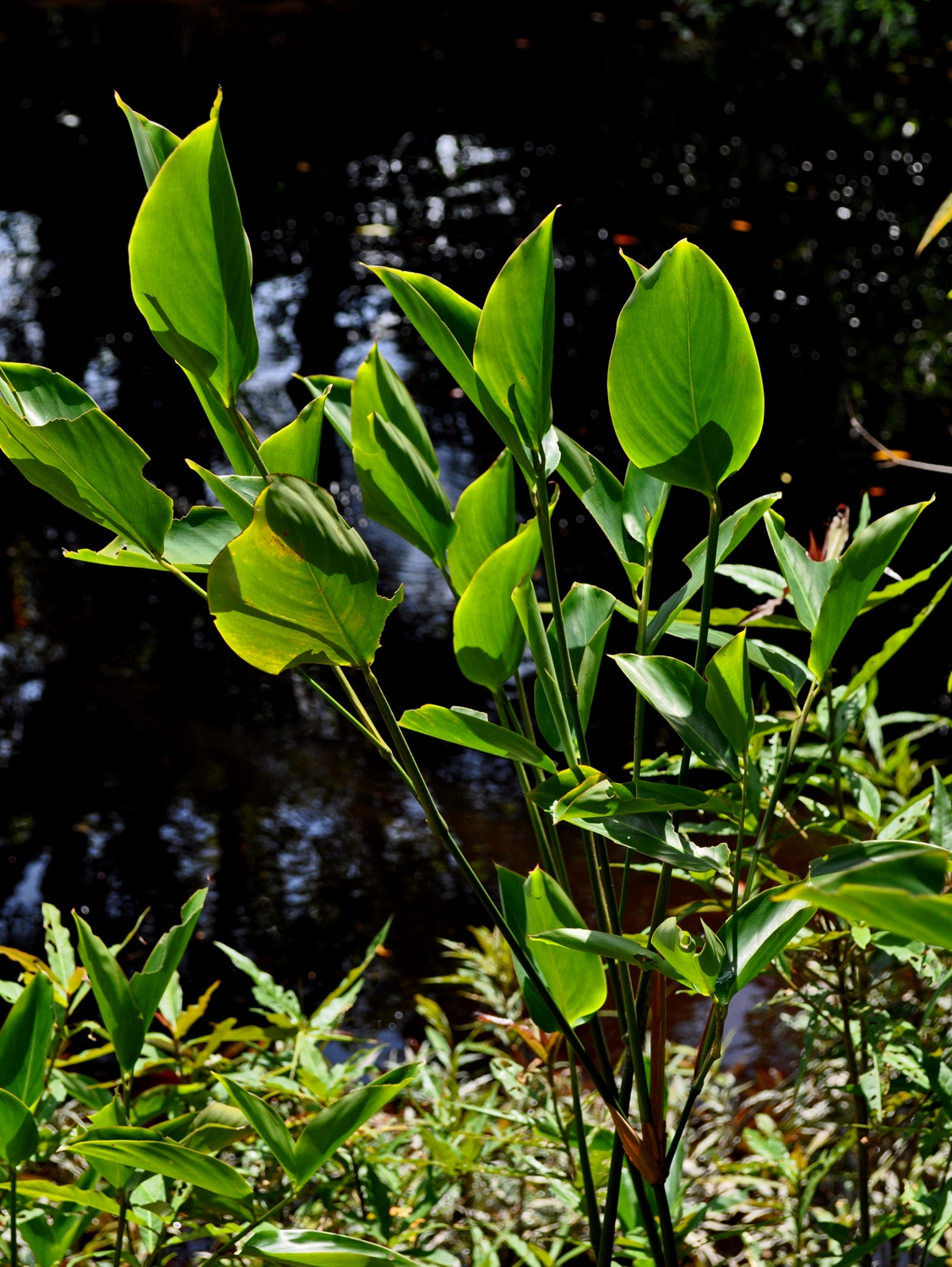
Pokrój

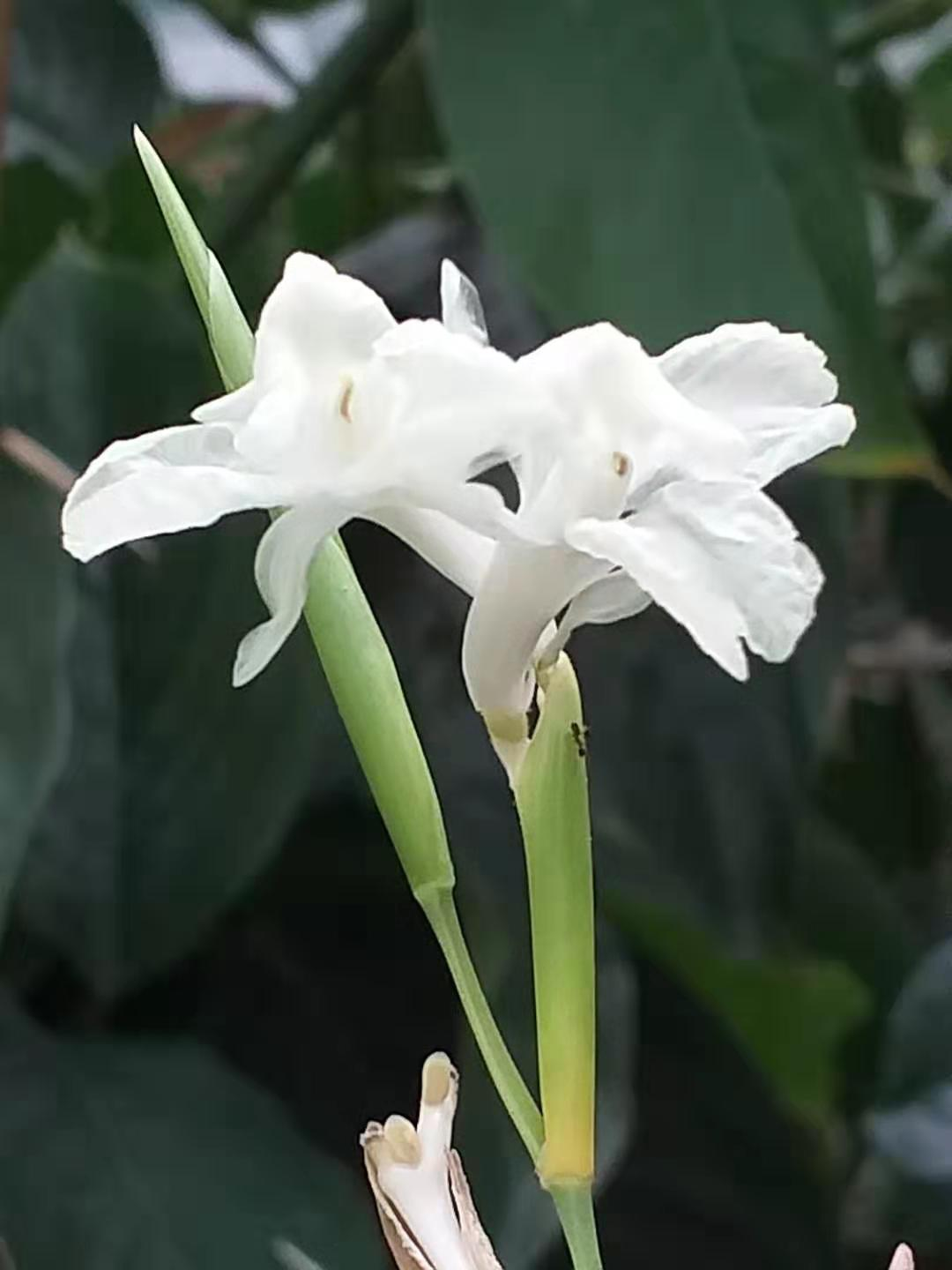
Kwiaty

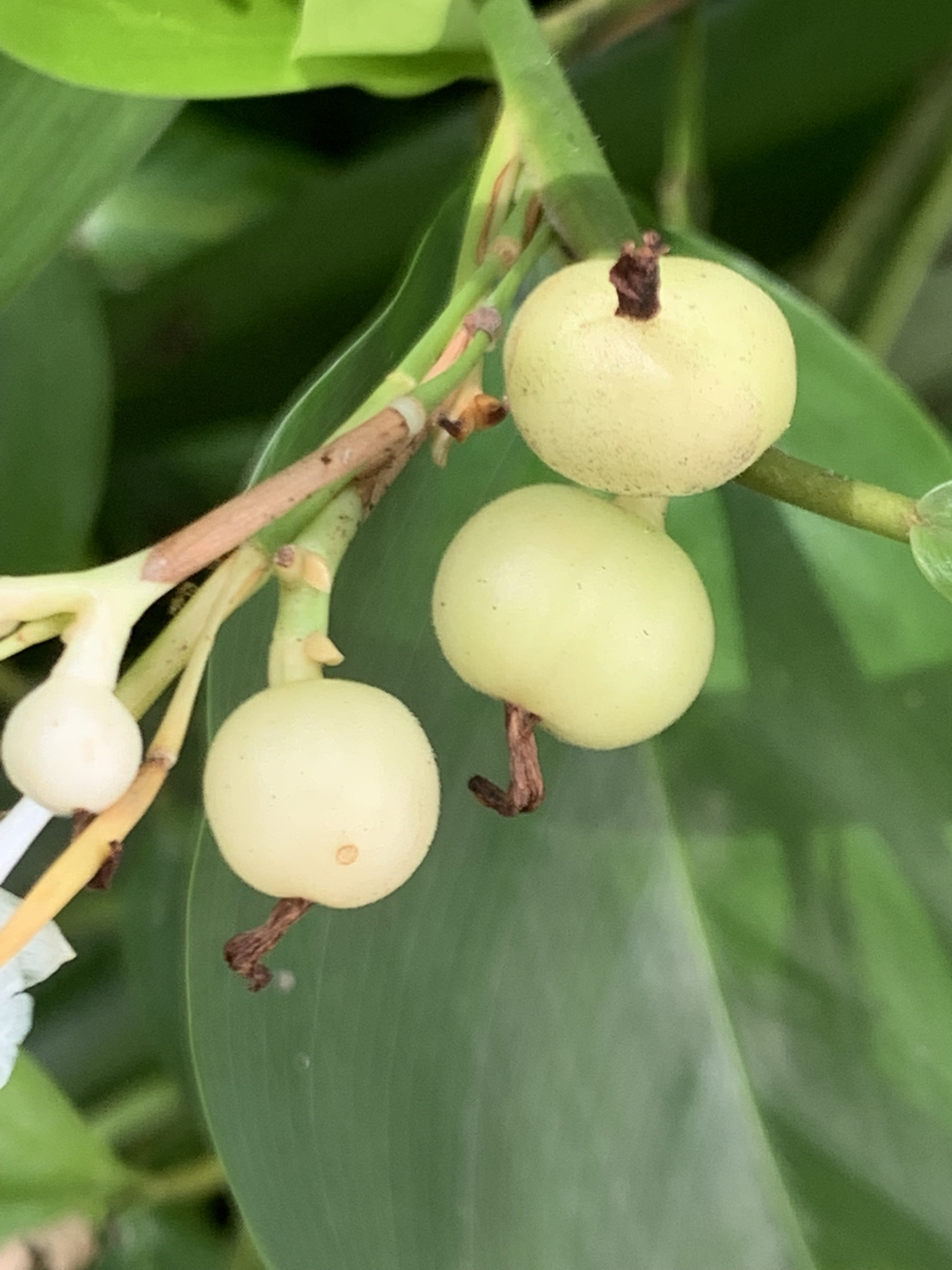
Owoce

Donax canniformis (G.Forst.) K.Schum. – gatunek rośliny z monotypowego rodzaju Donax Lour. z rodziny marantowatych, występujący w Azji Południowo-Wschodniej i zachodniej Oceanii. Wykorzystywana leczniczo oraz jako roślina włóknodajna, do wyrobu pułapek na ryby, w powroźnictwie, plecionkarstwie i rękodziele. Jej owoce są jadalne.

## Zasięg geograficzny
Rośliny z tego gatunku występują w Azji i Oceanii, na obszarze Półwyspu Indochińskiego i Malajskiego, na Andamanach i Nikobarach, wyspach Archipelagu Sundajskiego, Molukach, Lan Yu, wyspach Archipelagu Filipińskiego, Nowej Gwinei, wyspach Archipelagu Bismarcka, Nowych Hebrydach, Wyspach Salomona, Wyspach Santa Cruz, Vanuatu i Marianach.
Introdukowany na Karoliny.

## Morfologia
PokrójWieloletnie rośliny zielne o pokroju krzewiastym, wysokości 2,0–4,5 m.
PędyPodziemne kłącze. Pęd nadziemny u nasady z papierzastym liściem, długości około 20–30 cm, powyżej na wysokości 1,0–2,5 m pęd rozgałęzia się na wiele pędów drugiego rzędu, które rozgałęziają się dalej, aby w końcu wypuścić liczne liście. Długość międzywęźli skraca się wraz ze zwiększeniem rzędu odgałęzień.
LiściePochwa liściowa długości 7–20 cm, zielona, naga, z wyjątkiem kilku włosków u nasady i przylegających do poduszeczki. Brak ogonka. Poduszeczka liściowa 1–4 cm. Blaszka podługowato-jajowata, wielkości 15–38×8–21 cm, wierzchołek zaostrzony, nasada zaokrąglona, górna powierzchnia blaszki od średnio- do ciemnozielonej, naga, dolna powierzchnia jasnozielona, naga, z wyjątkiem wąskiego paska blisko nerwu środkowego, który jest owłosiony (przy czym sam nerw jest nagi).
KwiatyWyrastają w parach (zredukowanych wierzchotkach) zebranych w kwiatostan złożony z od trzech do wielu kwiatostanów częściowych (kłosowatych), wyrastający z nasady liścia blisko wierzchołka pędu. Szypuła kwiatostanu bardzo krótka lub nieobecna. Podsadka kwiatostanu złożonego pochwiasta, obejmująca jego nasadę. Podsadki kwiatostanów częściowych wielkości 5–10×0,8–1,0 cm, często nieobecne. Kwiatostany częściowe luźne, silnie rozgałęzione, długości 11–20 cm. Każde rozgałęzienie z 10–20 podsadkami wspierającymi parę kwiatów lub kolejne odgałęzienie. Podsadki równowąskie, zaostrzone, wielkości 2,5–4,0×0,5–0,8 cm, kutnerowate, jasnozielone, szybko wysychające i potem słomkowożółte i papierzaste. Osłonki (prophylle) wielkości 18–22×2–4 mm, interphylle nieobecne. Szypułki kwiatów długości 3–6 mm, z krótką i bardzo grubą przysadką wielkości 2,5×2,5 mm, pełniącą funkcję miodnika. Okwiat długości 1,7–1,9 cm, biały. Trzy listki zewnętrznego okółka (kielicha) wielkości 5×0,5 m, wolne, szydłowate, wyraźne zgrubiałe u nasady, nagie, z wyjątkiem kilku długich włosków w miejscu zgrubienia. Listki wewnętrznego okółka (korony) zrośnięte w rurkę długości 6–7 mm, powyżej z równymi, eliptycznymi, zaostrzonymi łatkami wielkości 10–12×5–6 mm, z półprzezroczystym brzegiem, odgięte. Prątniczki zrośnięte u nasady w rurkę, dłuższą o 2–3 mm od rurki okwiatu. Dwa zewnętrzne prątniczki niemal równe, białe z nieco żółtawymi brzegami, powyżej rurki wielkości 9–10×2,5–4,5 mm, eliptyczne. Kapturkowaty prątniczek niemal biały, na odcinku powyżej rurki wielkości 4×2,7 mm, z wygiętym, żółtym wyrostkiem wielkości 2×1 mm. Guzowaty prątniczek niemal rurkowaty, biały, otwierający się i żółciejący ku wierzchołkowi, powyżej rurki wielkości 7–8×5–7 mm, z długim i cienkim, przypominającym żagiel, białym wyrostkiem zakrzywiającym się wzdłuż krawędzi, wielkości 3×2 mm. Pręcik długości 4,5 mm i szerokości 1,7 mm, zakrzywiony, równowąski, tępo zakończony. Pylnik wyrastający na wysokości 2–2,5 wolnego odcinka nitki pręcika, wielkości 1,7×0,6 mm. Zalążnia kulistawa, jasnobrązowa, jedwabista, wielkości 1,8–2,4×1,9–2,1 mm, trójkomorowa, z zalążkami w każdej komorze. Szyjka słupka zakrzywiona do wewnątrz, asymetryczna, z kilkoma łatkami w kierunku wierzchołka.
OwoceKulistawe, średnicy 10–12 mm, niedojrzałe jedwabiste, po dojrzeniu niemal nagie, niepękające torebki (opisywane też jako jagody). Nasiono pojedyncze (pozostałe dwa pozostają nierozwinięte), pozbawione osnówki, białe lub zielonkawokremowe i mięsiste po dojrzeniu, niedojrzałe zielone.

## Biologia i ekologia
RozwójNa Półwyspie Indochińskim kwitną od maja do września i owocują w lutym. W Tajlandii zaobserwowano kwitnienie od marca do kwietnia. Na Jawie kwitną i owocują przez cały rok. Kwiaty odwiedzają pszczoły bezżądłowe z gatunków Heterotrigona itama i Tetragonula melanocephala.
SiedliskoGatunek ten występuje głównie w pierwotnych i wtórnych wilgotnych lasach nizinnych, na zboczach wzgórz, w skałach wzdłuż małych strumieni, a także na terenach wilgotnych, takich jak równiny aluwialne oraz podmokłych, takich jak tropikalne bagna i okresowo zalewane formacje trawiaste. W Azji Południowo-Wschodniej występuje do wysokości około 1000 m n.p.m., nie tylko we wtórnych lasach tekowych i zaroślach bambusowych, ale także na plantacjach palm kokosowych i w pobliżu pól ryżowych.
Cechy fitochemiczneLiście zawierają saponiny, fenole i garbniki. Metanolowy ekstrakt z liści wykazuje działanie przeciwbakteryjne wobec gronkowca złocistego. Liście wykazują także działanie przeciwzapalne.
Relacje międzygatunkoweRoślina żywicielska modraszków z rodzaju Jamides. Roślina stanowi też istotny składnik diety słoni borneańskich.
GenetykaLiczba chromosomów 2n wynosi 22.

## Systematyka
Gatunek z monotypowego rodzaju Donax z rodziny marantowatych (Marantaceae). 
W systematyce rodziny marantowatych wyróżnia się monofiletyczny klad Donax, obejmujący – oprócz rodzaju Donax – również wyłącznie azjatyckie rodzaje Schumannianthus, Phrynium, Phacelophrynium, Monophrynium i Cominsia oraz afrykański rodzaj Thalia.

## Nazewnictwo
Etymologia nazwy naukowejNazwa naukowa rodzaju pochodzi od starogreckiego słowa δόναξ (donaks) oznaczającego roślinę z gatunku lasecznica trzcinowata i odnosi się do podobnie rozgałęziających się pędów nadziemnych. Epitet gatunkowy oznacza po łacinie „przypominający kannę”.
Synonimy nomenklatoryczne
- Actoplanes canniformis (G.Forst.) K.Schum. in H.G.A.Engler (ed.), Pflanzenr., IV, 48: 34 (1902)
- Arundastrum canniforme (G.Forst.) Kuntze in Revis. Gen. Pl. 2: 683 (1891)
- Clinogyne canniformis (G.Forst.) K.Schum. in H.G.A.Engler & K.A.E.Prantl, Nat. Pflanzenfam., Nachtr. 1: 96 (1897)
- Ilythuria canniformis (G.Forst.) Raf. in Fl. Tellur. 4: 51 (1838)
- Phrynium canniforme (G.Forst.) Schrank in Syll. Pl. Nov. 1: 178 (1824)
- Thalia canniformis G.Forst. in Fl. Ins. Austr.: 1 (1786) – bazonim

Synonimy taksonomiczne
- Actoplanes grandis (Miq.) K.Schum. in H.G.A.Engler (ed.), Pflanzenr., IV, 48: 34 (1902)
- Actoplanes ridleyi K.Schum. in H.G.A.Engler (ed.), Pflanzenr., IV, 48: 35 (1902)
- Arundastrum grande (Miq.) Kuntze in Revis. Gen. Pl. 2: 684 (1891)
- Clinogyne dichotoma Salisb. ex Benth. in G.Bentham & J.D.Hooker, Gen. Pl. 3: 651 (1883), nom. superfl.
- Clinogyne grandis (Miq.) Benth. & Hook.f. in Gen. Pl. 3: 651 (1883)
- Donax arundastrum Lour. in Fl. Cochinch.: 11 (1790)
- Donax gracilis K.Schum. in Bot. Jahrb. Syst. 15: 436 (1892), orth. var.
- Donax grandis (Miq.) Ridl. in J. Straits Branch Roy. Asiat. Soc. 32: 176 (1899)
- Donax parviflora Ridl. in J. Straits Branch Roy. Asiat. Soc. 54: 59 (1910)
- Maranta arundastrum (Lour.) M.R.Almeida in Fl. Maharashtra 5A: 111 (2009)
- Maranta arundinacea Blanco in Fl. Filip.: 7 (1837), nom. illeg.
- Maranta dichotoma D.Dietr. in Syn. Plant. 1: 5 (1839), nom. superfl.
- Maranta grandis Miq. in Fl. Ned. Ind., Eerste Bijv.: 616 (1861)
- Maranta tonchat Blume in Enum. Pl. Javae: 36 (1827)
- Phrynium dichotomum Roxb. in Asiat. Res. 11: 324 (1810), nom. superfl.

Homonimy rodzaju
- Donax Linnaeus, 1758 (małże z rodziny urąbkowatych)
- Donax P.Beauv. (Arundo L.)[12]

## Znaczenie użytkowe

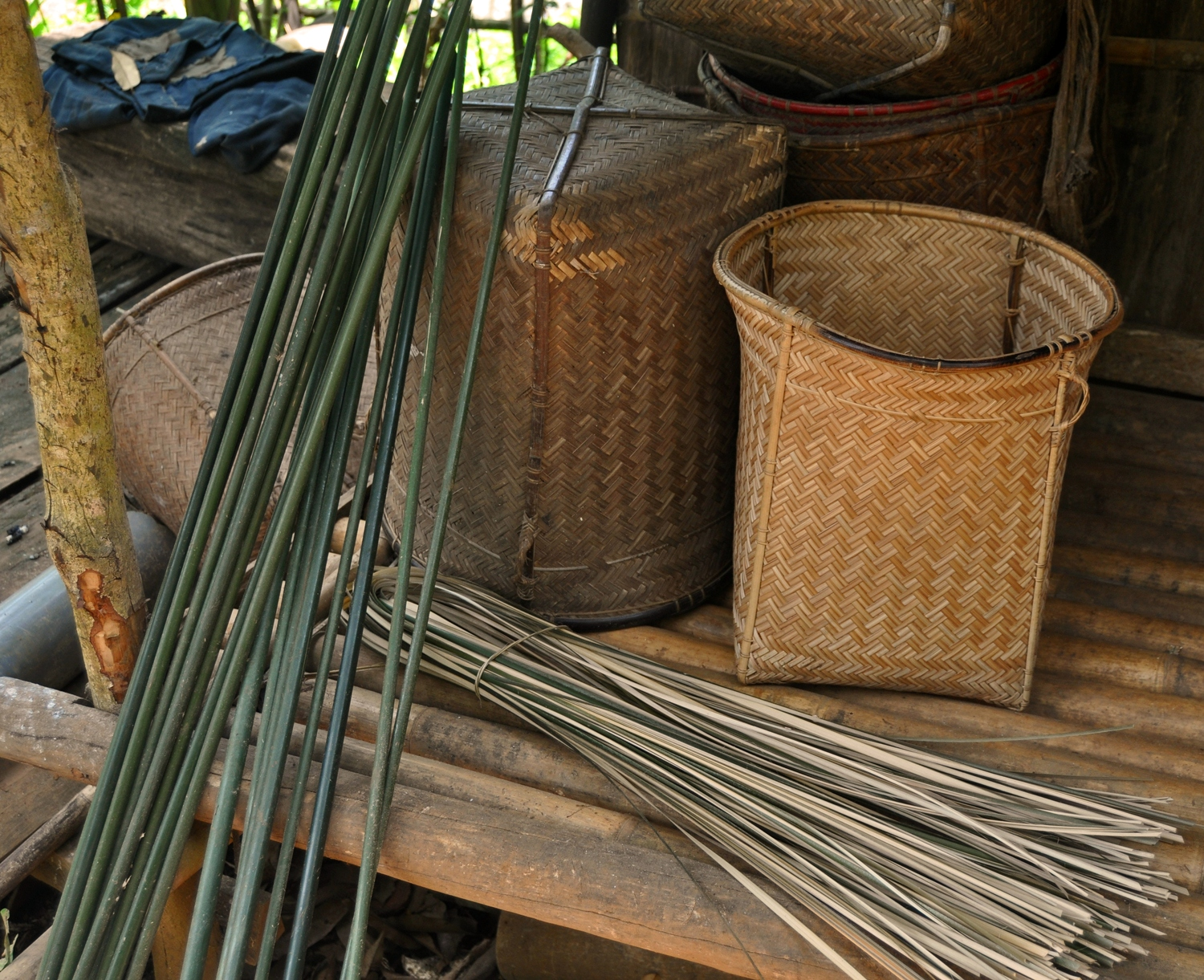
Ucięte pędy Donax canniformis oraz wyplecione z nich tradycyjne kosze (zachodni Kalimantan)

Rośliny leczniczeW Indonezji sok z młodych, nierozwiniętych liści stosuje się w leczeniu chorób oczu. Uważa się też, że liście z młodych pędów są skutecznym antidotum przeciwko ukąszeniom węży. Mieszkańcy Jambi powszechnie używają owoców do leczenia ropni. W zachodnim Kalimantanie i na zachodniej Jawie roślina ta jest używana do leczenia bólu oczu. Lokalna społeczność środkowego Sulawesi wykorzystuje liście do leczenia przepuklin oraz spożywa dojrzałe owoce w celu leczenia czyraków. Roślina wykorzystywana była również przez ludność tubylczą środkowego Kalimantanu do wzmocnienia odporności w czasie pandemii COVID-19.
W Malezji pędy są stosowane jako lek na gorączkę. Ekstrakt roślinny stosowany jest trzy razy dziennie na ból oczu przez Malajów w Pahang. W Perak surowe liście i owoce są spożywane w celu leczenia czyraków i ropni.
W Filipinach odwar z korzeni jest uważany za antidotum na ukąszenia węży i zatrucie krwi. Sok z rozdrobnionych korzeni stosuje się przeciwko infekcjom grzybiczym. W celu obniżenia gorączki podaje się napar z młodych pędów, natomiast owoce żuje się w celu leczenia czyraków.
W Tajlandii lokalna społeczność zamieszkująca obszar na północy jeziora Songkhla spożywa wywar z kłącza w celu leczenia gorączki i gaszenia pragnienia.
W Sepiku Wschodnim w Papui-Nowej Gwinei korzenie rośliny stosowane są w bólach i infekcjach uszu oraz na gorączkę, bóle głowy i problemy żołądkowe.
W swoim zasięgu roślina wykorzystywana jest też na bóle brzucha i dolegliwości gastryczne, gorączkę malaryczną, schorzenia ginekologiczne, a także jako środek przed- i poporodowy.
Rośliny spożywczeSurowe owoce spożywane są w Malezji i Filipinach. Młode pędy są używane przez miejscową ludność na północno-wschodniej wyspie Luzon jako substytut betelu.
Rośliny magicznePlemię Tajio ze Środkowego Sulawesi używało tę roślinę w rytuale monafute pae (sadzenia ryżu).
Rośliny włóknisteMłode pędy używane są w całej Azji Południowo-Wschodniej do wyrobu pułapek na ryby, koszy oraz w powroźnictwie i plecionkarstwie, stanowiąc niekiedy istotne źródło utrzymania dla lokalnej ludności.
W Sarawaku popularne są wzorzyste kosze oraz czapki, maty i nosidełka wykonane z D. canniformis. Na całym Borneo z pędów robi się struny do instrumentów muzycznych. Na Filipinach roślina ta jest substytutem rattanu i wykorzystywana do produkcji podkładek pod talerze, koszy i stojaków na doniczki. Z pędów wykonuje się szeroką gamę wyrobów rękodzielniczych, w tym kapelusze, kosze na śmieci, kosze na pranie, stojaki na doniczki, tace, stoły, stojaki na czasopisma i półki na książki. Liście używane są do też pakowania żywności. Nadają charakterystyczny smak opakowanym produktom spożywczym.